# نورثالرتون
latitudeنورثالرتونlongitudeنورثالرتون
نورثالرتون (به انگلیسی: Northallerton) یک شهرک در بریتانیا است که در انگلستان واقع شده‌است.

## خصوصیات
نورثالرتون ۳۳٫۴۱ کیلومترمربع مساحت و ۱۵٬۷۴۱ نفر جمعیت دارد.

## خواهرخوانده
شهر Ormesson-sur-Marne خواهرخواندهٔ نورثالرتون هست.